# Bullenschluck

Eine Flasche „Bullenschluck“

Bullenschluck ist der Markenname eines Bitterlikörs mit 43 % vol. Alkohol, der im niedersächsischen Sulingen abgefüllt wird.

## Herstellung und Entwicklung
Erstmals hergestellt und entwickelt wurde der Bullenschluck von dem Apotheker Hans Dunker. Dieser hatte die Raths-Apotheke einige Jahre vorher übernommen. Sein Vater, der die Apotheke 1932 gekauft hatte, war im Zweiten Weltkrieg gefallen, und bis zur Approbation von Hans Dunker wurde sie einige Zeit von einem Angestellten geleitet. 1985 verstarb Hans Dunker, seitdem wurde die Apotheke von dessen Sohn Jens weitergeführt. Die Apotheke in einem Fachwerkhaus bestand an diesem Standort seit 1788, die Manufaktur zur Herstellung des Bullenschlucks befindet sich dort seit 1949. Ende 2011 wurde die ehemalige Ratsapotheke in „Bullenschluck Manufaktur“ umfirmiert. Seither werden dort ausschließlich Bullenschluck und Bullenschluck-Merchandising-Artikel verkauft.
2013 wurde berichtet, dass jährlich 80.000 bis 89.000 Flaschen von 0,7 l und eine nicht genannte Zahl kleinerer Einheiten verkauft werden. Neben dem Hauptabsatzgebiet in Norddeutschland kämen Bestellungen vermehrt aus dem süddeutschen Raum und auch aus den USA, Dänemark, der Schweiz und Italien.

## Rezeptur
Das seit 1949 unveränderte Rezept, welches nach eigener Aussage nur Jens Dunker und Tochter Janine Dunker bekannt ist, beinhaltet unter anderem Zimt, Ingwer, getrocknete Orangenschalen und Wacholderbeeren. Weitere Kräuterbestandteile bleiben Geheimnis der Dunker-Familie. Sorgfältige Handarbeit soll die Qualität des 43%igen Bitterlikörs sichern. Die streng geheime Rezeptur des Bullenschluck enthält keine künstlichen Aroma-, Farb- und Konservierungsstoffe.

## Etikett
Auf dem Etikett des Bullenschlucks steht folgender Text:

„Konzentriertes Restitutions-Fluid

empfiehlt sich besonders bei Lahmheit der Pferde, Rinder

und Zugochsen.

Auch für Menschen zur innerlichen Einreibung geeignet.“

## Rezeption

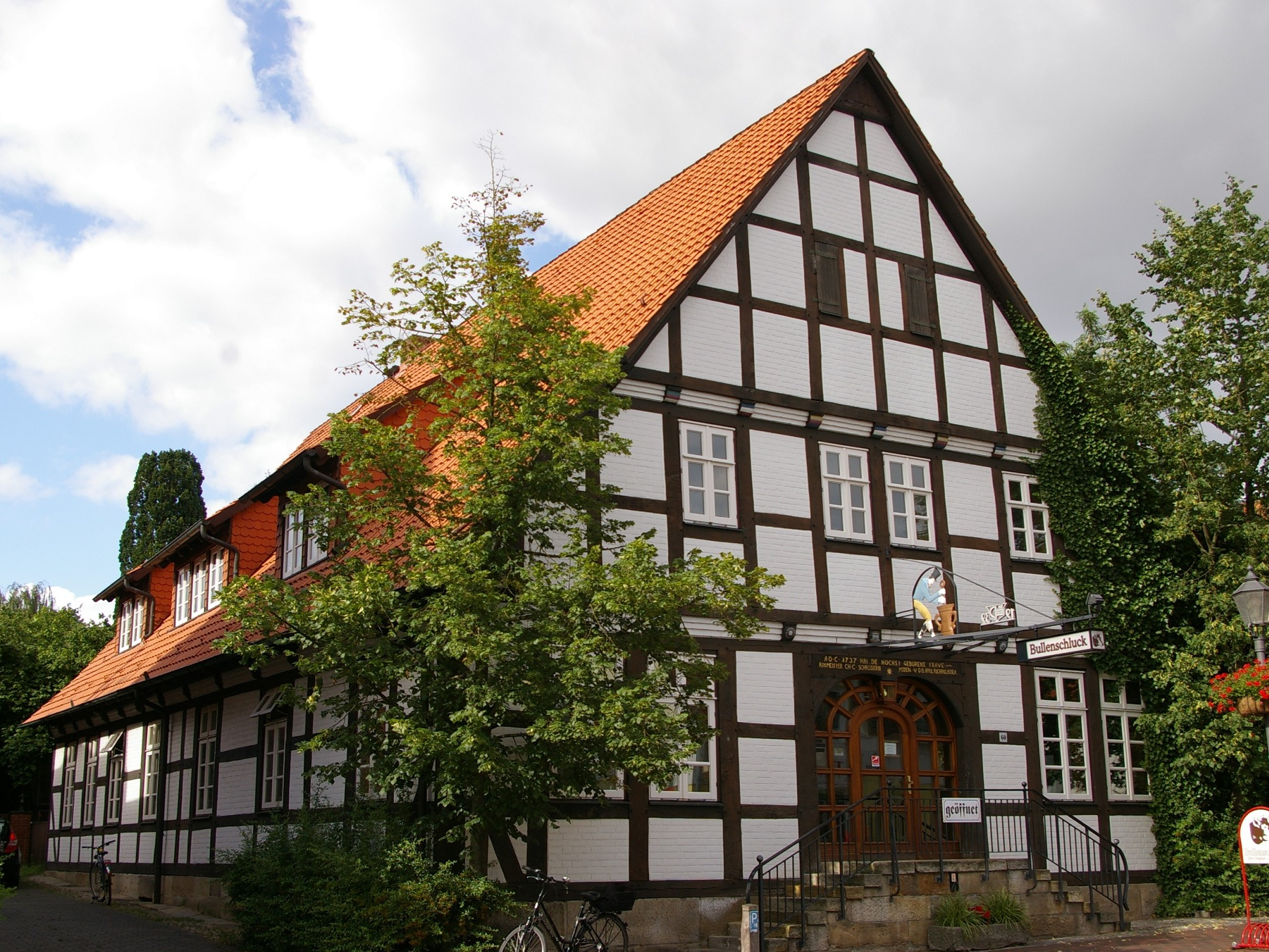
Bullenschluck-Manufaktur in der Raths-Apotheke Sulingen

Der ehemalige private Sender FAN Television drehte 2013 eine Reportage über Herstellung der Spirituose.
Ludger Abeln erwähnte den Bullenschluck in seinem Buch Populäre Niedersachsen-Irrtümer. Ein Lexikon. Er beschrieb ihn als „Kultgetränk“. Der Name habe aber weder eine Verbindung zu Rindviechern noch zu Polizisten. Auch das Gerücht, er sei entstanden, um die Alkoholsteuer zu umgehen, sei falsch.
Die Stadt Sulingen und auch die Region Diepholz sehen im Bullenschluck ein regionales Produkt, das namentlich erwähnt wird und auch bei offiziellen Anlässen als Gastgeschenk überreicht wird., wobei der Bürgermeister von Sulingen den Bullenschluck als eines der Produkte nannte, welche den Ort überregional bekanntgemacht haben. Der Bullenschluck wird auch in der überregionalen Presse immer wieder bei Berichten über Veranstaltungen oder besondere Gastwirtschaften miterwähnt.
In Romanen und Reportagen wird der Bullenschluck unter anderem erwähnt von Bernd Gieseking, von Sven Bremer im DuMont Bildatlas 2017, Willi Voss und von William Cohn in „Der gute Ton von Cohn: Elegant durch alle Lebenslagen“.
In den Dreharbeiten zum Sulingen-Projekt wird die Geschichte des Bullenschlucks als Meilenstein der Heimatgeschichte Sulingens dokumentiert.